# Maurizio Coppola
Maurizio Coppola (Roma, 24 maggio 1965) è un allenatore di calcio ed ex calciatore italiano, di ruolo centrocampista.

## Caratteristiche tecniche
Giocava nel ruolo di centrocampista. Forte fisicamente, faceva della grinta la sua arma migliore. Era dotato di un buon tiro dalla distanza.

## Carriera

### Giocatore
Dopo aver fatto tanta gavetta nelle categorie minori giocando ad Avezzano vincendo campionato di promozione e coppa italia dilettanti , Genzano di Roma vincendo campionato di serie d e Pozzuoli salvezzo spareggio contro il brindisi in c1, riesce ad assaporare la gioia della Serie A vestendo la maglia del Cagliari guidato da Claudio Ranieri con cui scende in campo in 15 occasioni.
Gioca poi un campionato in Serie B con il Cosenza di Edy Reja sfiorando la serie A persa all ultima giornata (realizzando anche due gol) e un altro, sempre nei cadetti, con l'Andria ottenendo una salvezza storica al primo anno di serie B che lo preleva dalla squadra calabrese nel novembre del 1992.
Nella stagione 1993-1994 si trasferisce a Padova, risultando decisivo per la storica promozione in Serie A dei biancoscudati dopo ben 32 anni di assenza dalla massima serie. La squadra allenata da Mauro Sandreani giunse in classifica a pari merito con il Cesena di Bruno Bolchi. Si dovette ricorrere quindi allo spareggio, decisivo per salire di categoria. Le due compagini si affrontarono allo Stadio Zini di Cremona il 15 giugno 1994 e fu proprio Coppola, con un destro da fuori area al 25' della ripresa, a fissare il punteggio sul 2-1 finale, spedendo il Padova in paradiso. Coppola gioco coi veneti anche nelle due stagioni successive, entrambe in Serie A. Merita una menzione speciale il suo famoso gol da centrocampo contro il Brescia, realizzato sotto un tremendo nubifragio.
Dopo tre stagioni in maglia biancoscudata gioca altri due campionati di Serie B vestendo le maglie di Lucchese e Ancona dove però con quest'ultima retrocede. Ha successivamente proseguito la carriera agonistica nelle categorie minori. In particolar modo nella Viterbese del presidente Gaucci dove ha disputato tre campionati di Serie C1 e uno (vinto) di Serie C2. Oggi svolge il ruolo di allenatore.
Ha esordito in Serie A il 25 novembre 1990 in Parma-Cagliari 2-0.

### Allenatore e Dirigente
Nel 2004 ha allenato il Cecchina in Eccellenza Laziale vincendo la Coppa Italia di categoria alla sua prima esperienza.
Fino al 2009 ha allenato la Tanas Casalotti, squadra che milita in Eccellenza.
Nel novembre 2010 diventa il nuovo allenatore dell'Arezzo in Serie D subentrando a Fabrizio Fratini.
Nel luglio 2011 diventa il nuovo allenatore del Zagarolo in Serie D.
Nel 2015 è direttore sportivo dei Vigili Urbani e dal 2017 è direttore tecnico del Campus Eur
Nel 2018 è allenatore della rappresentativa di serie D girone G  e contemporaneamente della formazione allievi del Campus Eur
Nel 2019 è allenatore della rappresentativa di serie D girone G e dal 2022 è osservatore della nazionale di serie D 
Opinionista
Collabora con diverse televisioni e radio locali romane, tra cui Rete Sport

## Palmarès

### Giocatore

#### Competizioni nazionali
- Campionato Interregionale: 1

Cynthia: 1986-1987
- Serie C2: 1

Viterbese: 1998-1999